# Marcieux
Marcieux é uma comuna francesa na região administrativa de Auvérnia-Ródano-Alpes, no departamento de Saboia. Estende-se por uma área de 4,4 km². Em 2010 a comuna tinha 209 habitantes (densidade: 47,5 hab./km²).